# Drosophila margarita
Drosophila margarita este o specie de muște din genul Drosophila, familia Drosophilidae, descrisă de Hunter în anul 1979.
Este endemică în Columbia. Conform Catalogue of Life specia Drosophila margarita nu are subspecii cunoscute.